# Svlačcovité
Svlačcovité (Convolvulaceae) je čeleď vyšších dvouděložných rostlin z řádu lilkotvaré (Solanales). Jsou to většinou ovíjivé byliny s nápadnými květy. Z české květeny sem náleží svlačec, opletník a kokotice. Z užitkových rostlin jsou nejdůležitější sladké brambory neboli batáty, některé druhy poskytují léčiva i halucinogeny nebo jsou pěstovány jako okrasné rostliny.

## Charakteristika

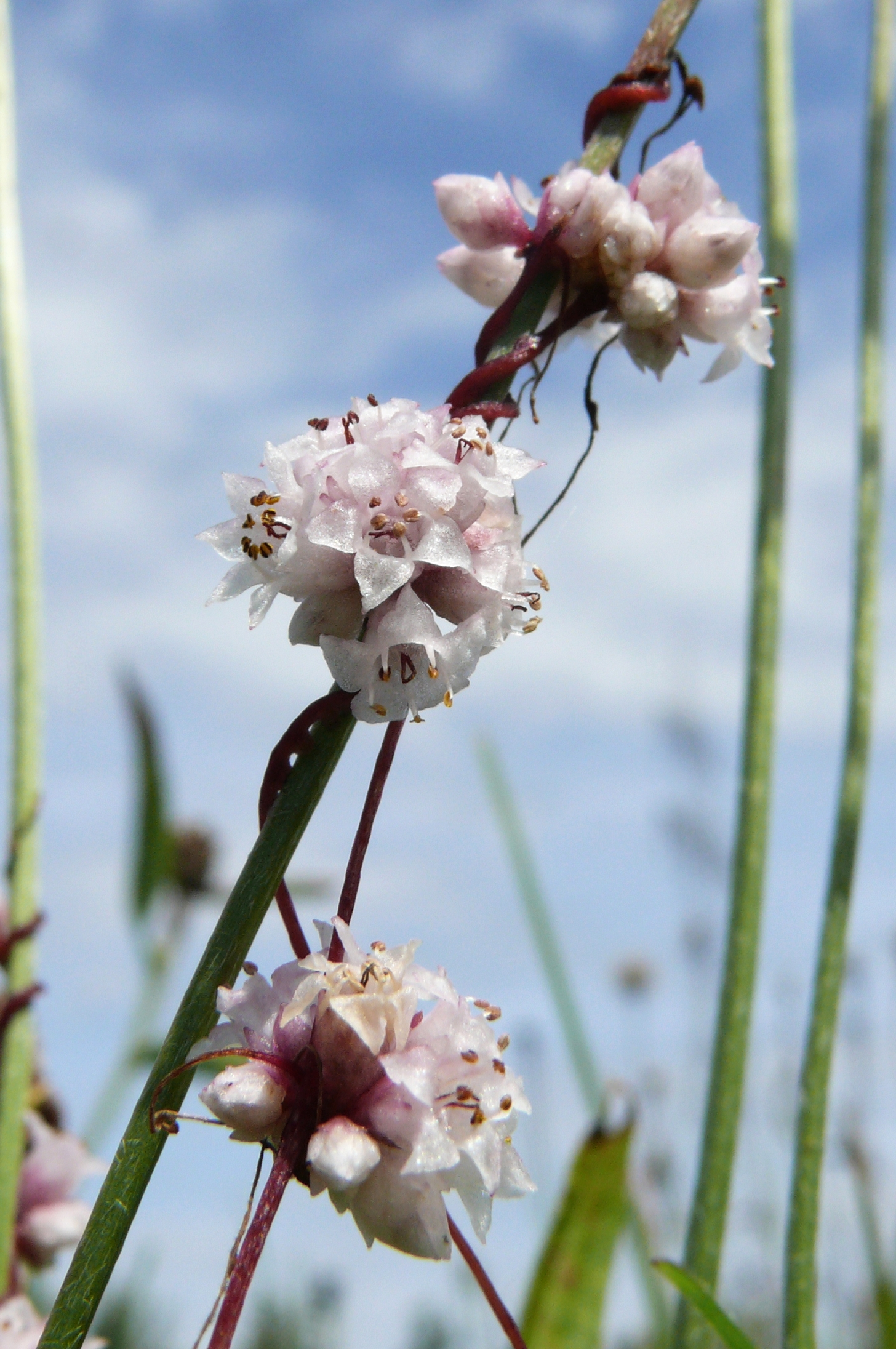
Kokotice povázka (Cuscuta epithymum)

Většina zástupců čeledi svlačcovité jsou ovíjivé dřevnaté nebo bylinné liány, nalezneme zde však také byliny, keře a dokonce i stromy (např. povijnice Ipomoea arborescens). V rostlinách jsou často přítomny mléčnice obsahující bělavý latex, který je však někdy nezřetelný. Listy jsou střídavé, povětšině jednoduché, přisedlé až dlouze řapíkaté, bez palistů. Žilnatina listů je zpeřená nebo dlanitá. U některých zástupců (kokotice, Merremia aturensis) jsou listy redukované na šupiny. Čepel listů je nejčastěji srdčitá, méně často hrálovitá, podlouhlá nebo jiných tvarů, celistvá nebo zpeřeně či dlanitě členěná.
Květy jsou často nápadné, oboupohlavné, většinou pravidelné, pětičetné, jednotlivé nebo ve vrcholových či úžlabních květenstvích. Kalich je 5-četný, často vytrvalý, kališní lístky jsou volné. Koruna je srostlá, nejčastěji kolovitá, zvonkovitá nebo nálevkovitá. Tyčinek je 5, přirostlých ke koruně. Semeník je svrchní, srostlý ze 2 plodolistů (u některých druhů povijnice i více) a se stejným počtem komůrek. Čnělky jsou volné nebo srostlé. V každém plodolistu je několik (2 až 10) vajíček. Plodem je tobolka (někdy je plod nepukavý nebo puká nepravidelně), měchýřek nebo bobule.
Čeleď svlačcovité zahrnuje více než 1600 druhů v 57 rodech. Největší rody jsou povijnice (Ipomoea, asi 500 druhů), kokotice (Cuscuta, 145), žakmontka (Jacquemontia, 115) a svlačec (Convolvulus, 100 druhů). Celkem 13 rodů z této čeledi je monotypických, tedy zahrnujících jediný druh.

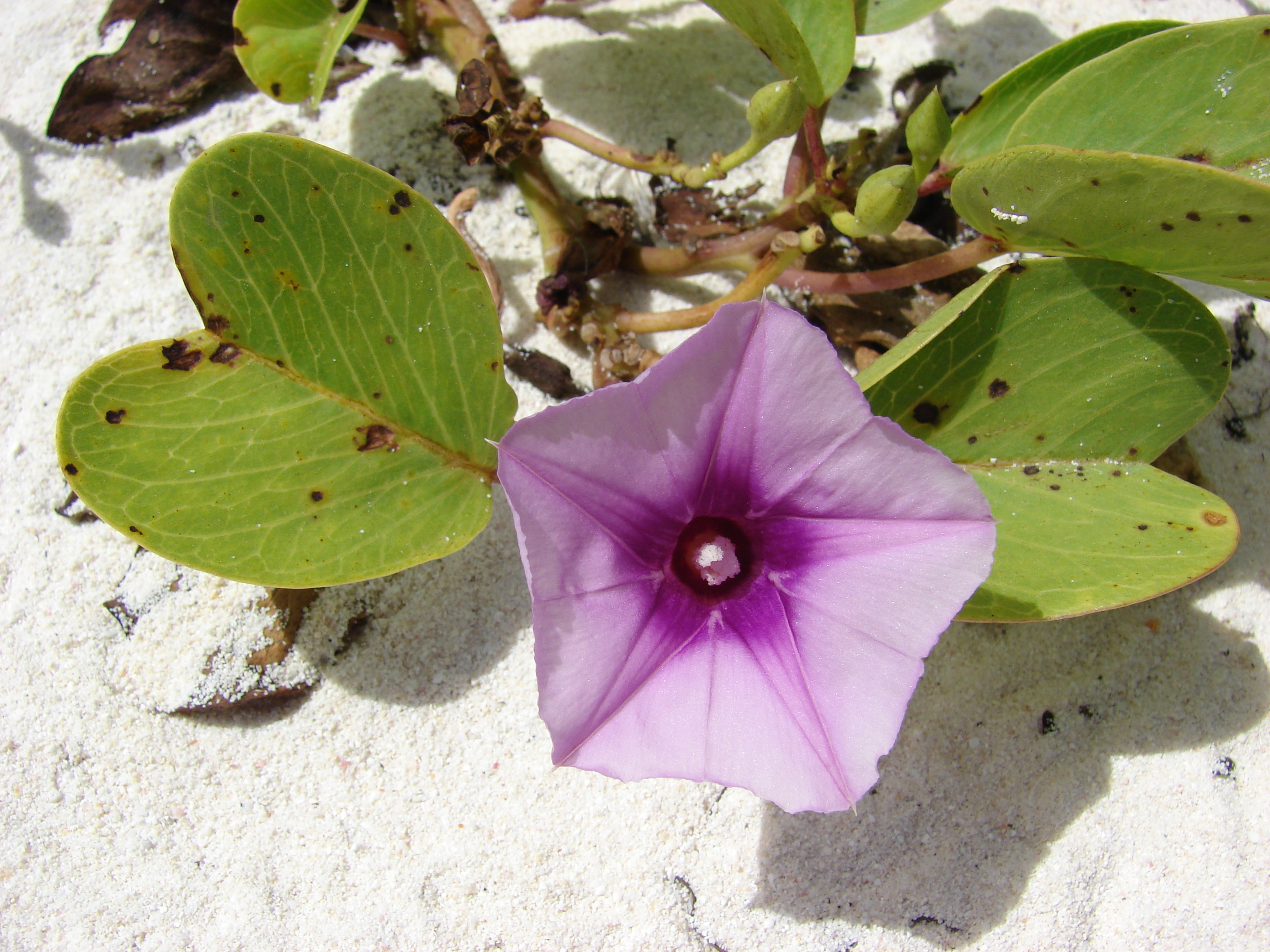
Povijnice Ipomoea pes-caprae
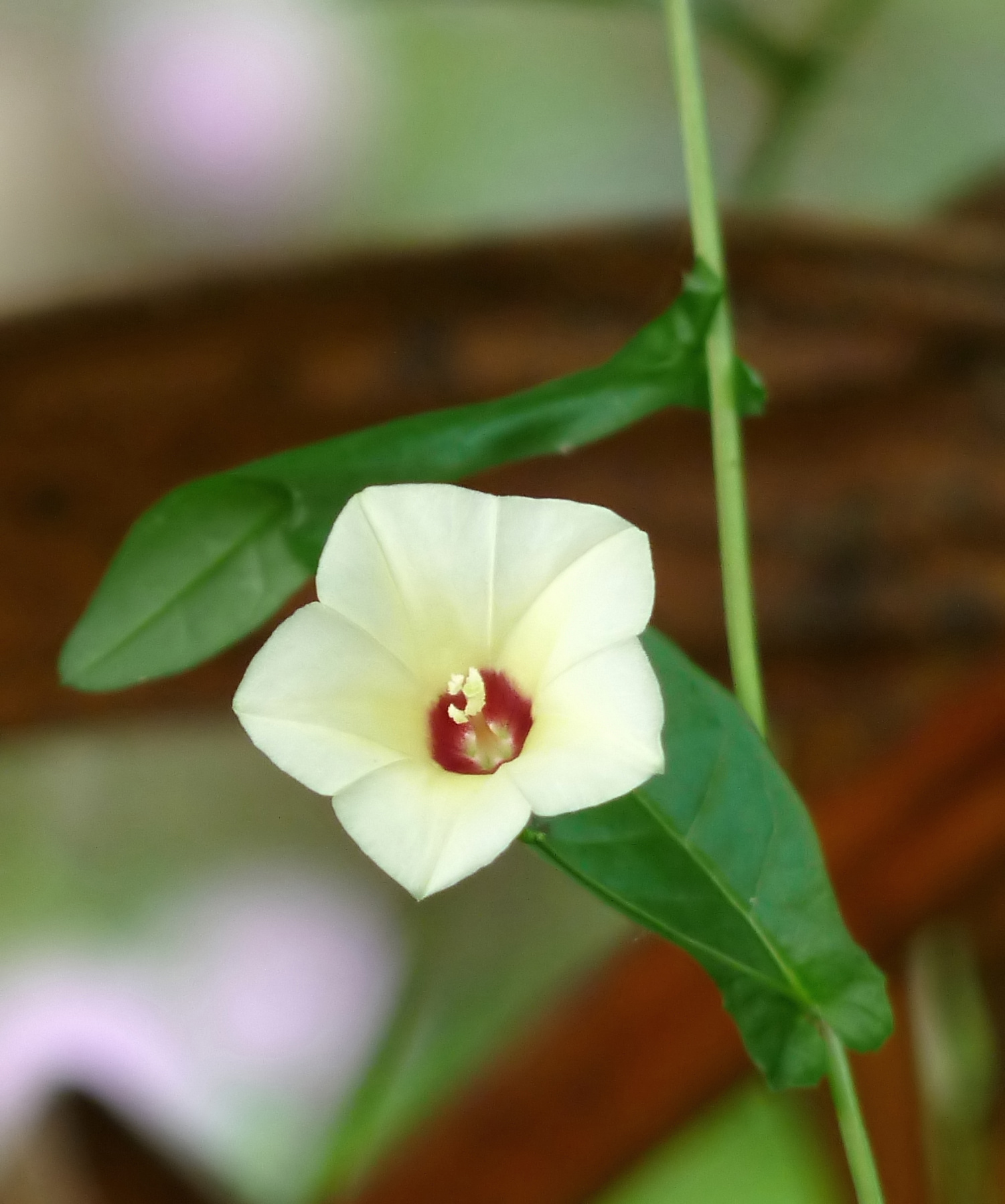
Xenostegia tridentata
Stictocardia tiliifolia
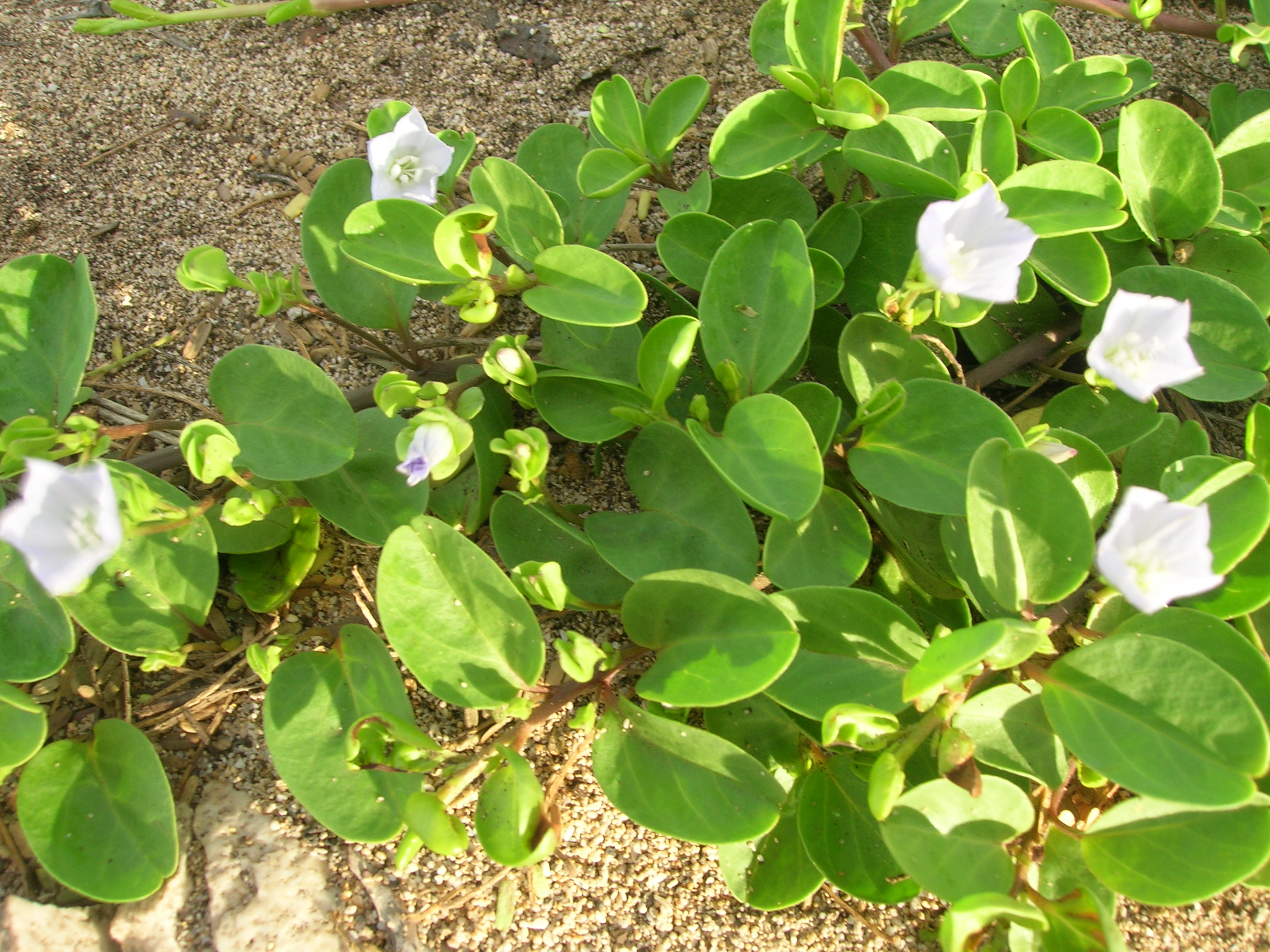
Jacquemontia ovalifolia

## Rozšíření
Svlačcovité jsou kosmopolitně rozšířená čeleď. Nejvíce druhů roste v tropech, zejména v Africe a tropické Americe. Vyskytují se v deštných lesích (především nížinných), na savanách i pouštích. Jsou to převážně světlomilné rostliny.
V české květeně tuto čeleď zastupuje svlačec rolní (Convolvulus arvensis), opletník plotní (Calystegia sepium) a několik druhů kokotice (Cuscuta). V Evropě se mimo dalších druhů ze zmíněných rodů ve Středomoří vyskytují 2 druhy povijnice (Ipomoea sagittata a I. stolonifera) a keřovitý druh Cressa cretica.

## Ekologické interakce
Květy svlačcovitých jsou opylovány nejčastěji včelami, přičemž u některých zástupců jsou vytvořeny velmi specializované vazby. Květy často rozkvétají jen na několik hodin a poté opadávají. Některé druhy povijnic rozkvétají na noc a jsou opylovány můrami nebo netopýry. Semena jsou šířena nejčastěji větrem nebo vodou, řidčeji zvířaty.

## Taxonomie
Svlačcovité jsou dobře vymezená čeleď. V současné taxonomii byl vřazen parazitický rod kokotice (Cuscuta), řazený dříve do samostatné čeledi kokoticovité (Cuscutaceae). S nástupem molekulárních metod se pozice čeledi svlačcovité v taxonomickém systému příliš nezměnila. Podle kladogramů APG je sesterskou skupinou čeleď lilkovité (Solanaceae).

## Zástupci
- argyreja (Argyreia)
- humbertie (Humbertia)
- kokotice (Cuscuta)
- kresa (Cressa)
- opletník (Calystegia)
- povijnice (Ipomoea)
- rivea (Rivea)
- svlačec (Convolvulus)
- vyvinutec (Evolvulus)
- turbinka (Turbina, syn. Ipomoea)
- žakmontka (Jacquemontia)[7]

## Význam

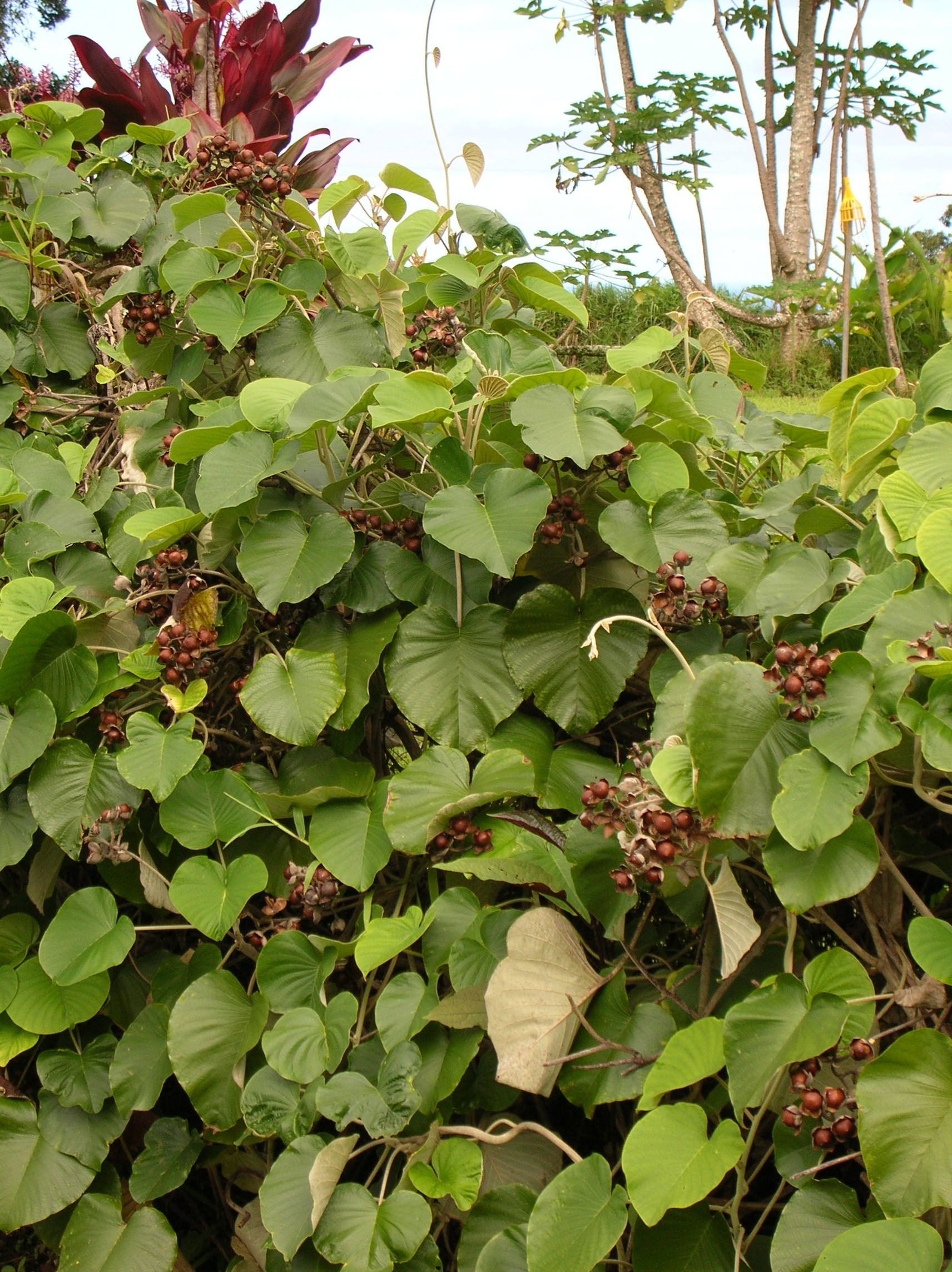
Argyreja žilnatá (Argyreia nervosa)

Z povijnice batátové (Ipomoea batatas) pocházejí batáty neboli sladké brambory. Rostlina pochází ze Střední Ameriky, dnes je pěstována po celých tropech a subtropech. Vlhkomilná povijnice vodní (Ipomoea aquatica) je v Asii oblíbená zelenina.
Z hlíz mexické povijnice počistivé (Ipomoea purga) se připravují léky proti zácpě, hlístům a vodnatelnosti. Podobným způsobem jsou používány i hlízy Ipomoea turpethum v Asii a Ipomoea pterodes v Karibiku. Obsahují látky ze skupiny glykoretinů, velmi toxické pro ryby. Nálev z květů povijnice Ipomoea pes-caprae se používá na Kubě při střevních potížích a zevně při zánětech kloubů.
Některé druhy svlačcovitých obsahují indolové alkaloidy a mají halucinogenní účinky. Ve Střední Americe jsou takto využívána semena povijnice fialové (Ipomoea violacea) a Rivea corymbosa.
Mnohé druhy jsou v Česku pěstovány jako letničky, zejména svlačec trojbarevný (Convolvulus tricolor), povijnice nachová (Ipomoea purpurea), povijnice laločnatá (Ipomoea lobata), řidčeji i povijnice dlanitolistá (Ipomoea quamoclit). Argyreja žilnatá (Argyreia nervosa) je robustní liána, pěstovaná jako okrasná rostlina v teplých krajích. Drobný druh Dichondra micrantha je pěstován v teplých oblastech Spojených států jako půdopokryvná rostlina nahrazující trávník.
Povijnice Ipomoea pes-caprae je pantropicky rozšířený druh, rostoucí na pobřežních písčinách. Občas je také vyséván k jejich zpevnění.

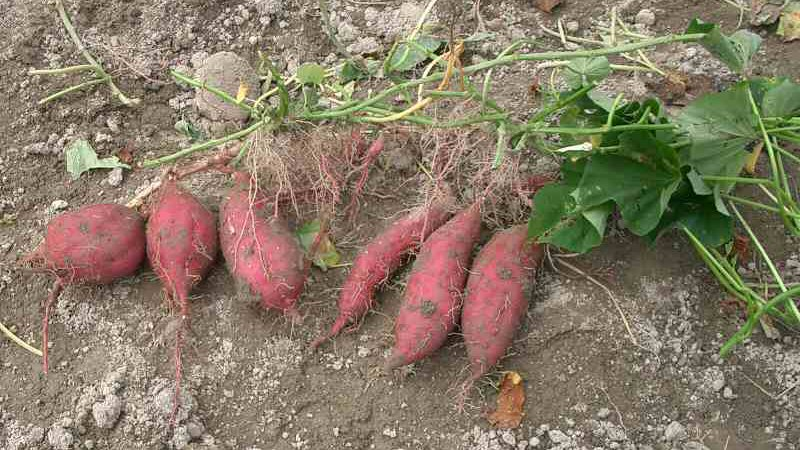
Povijnice batátová (Ipomoea batatas) – sladké brambory
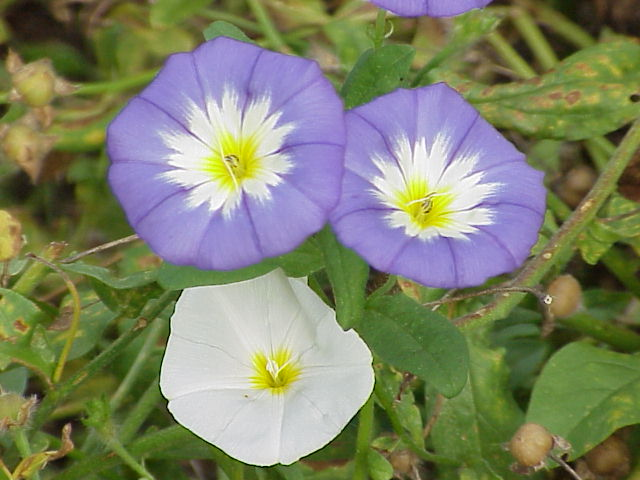
Svlačec trojbarevný (Convolvulus tricolor)
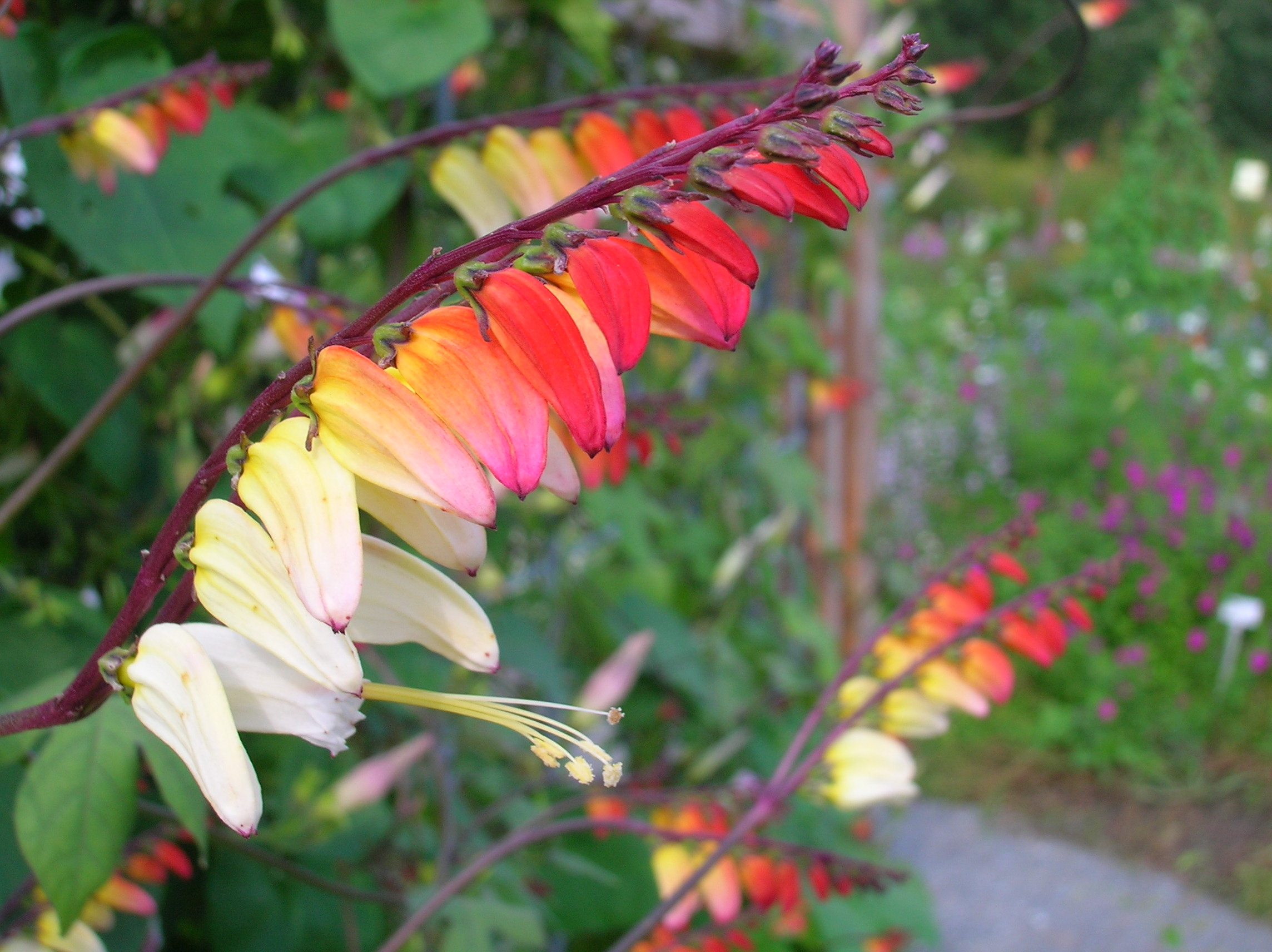
Povijnice laločnatá (Ipomoea lobata)
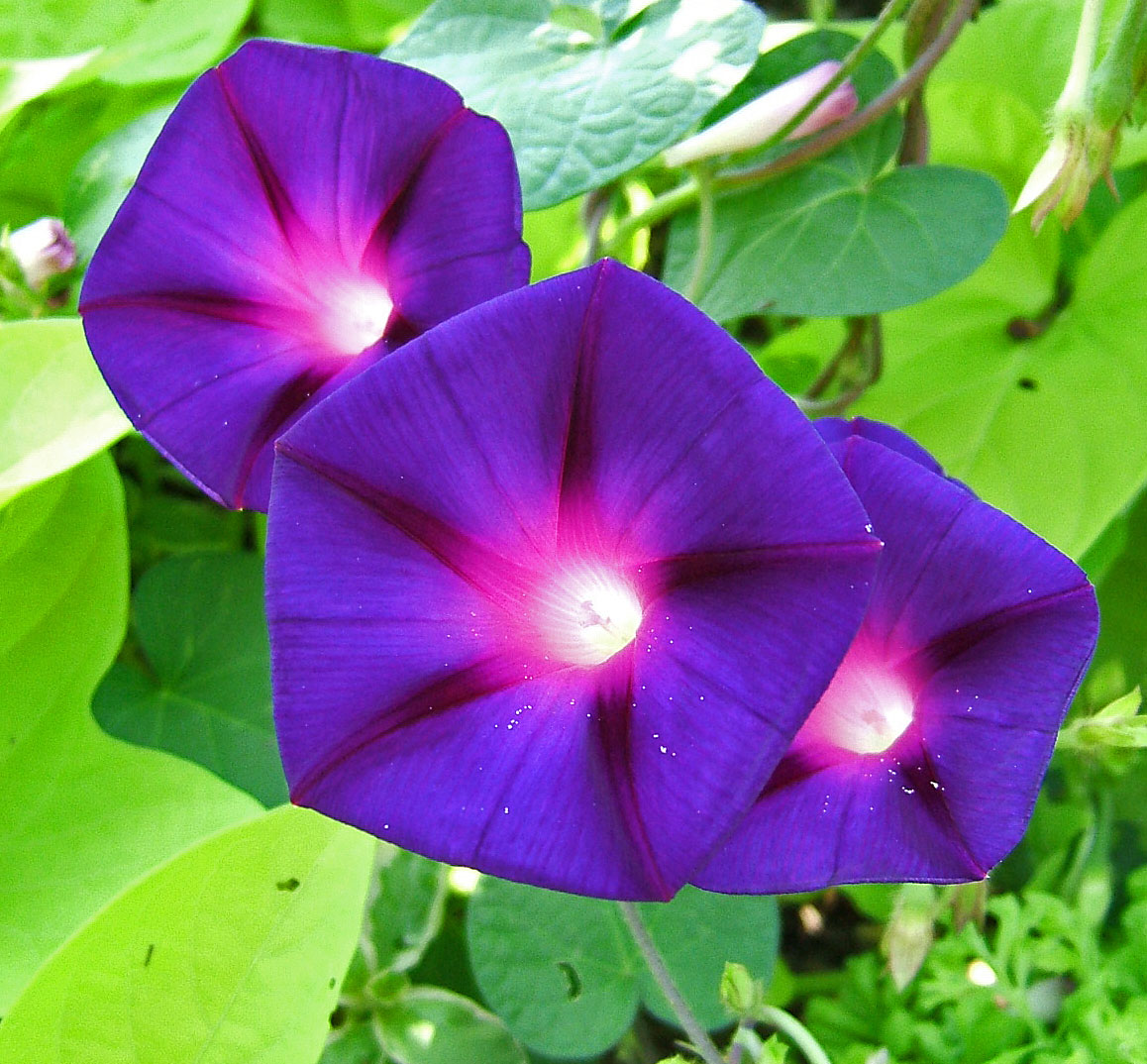
Okrasná povijnice nachová (Ipomoea purpurea)
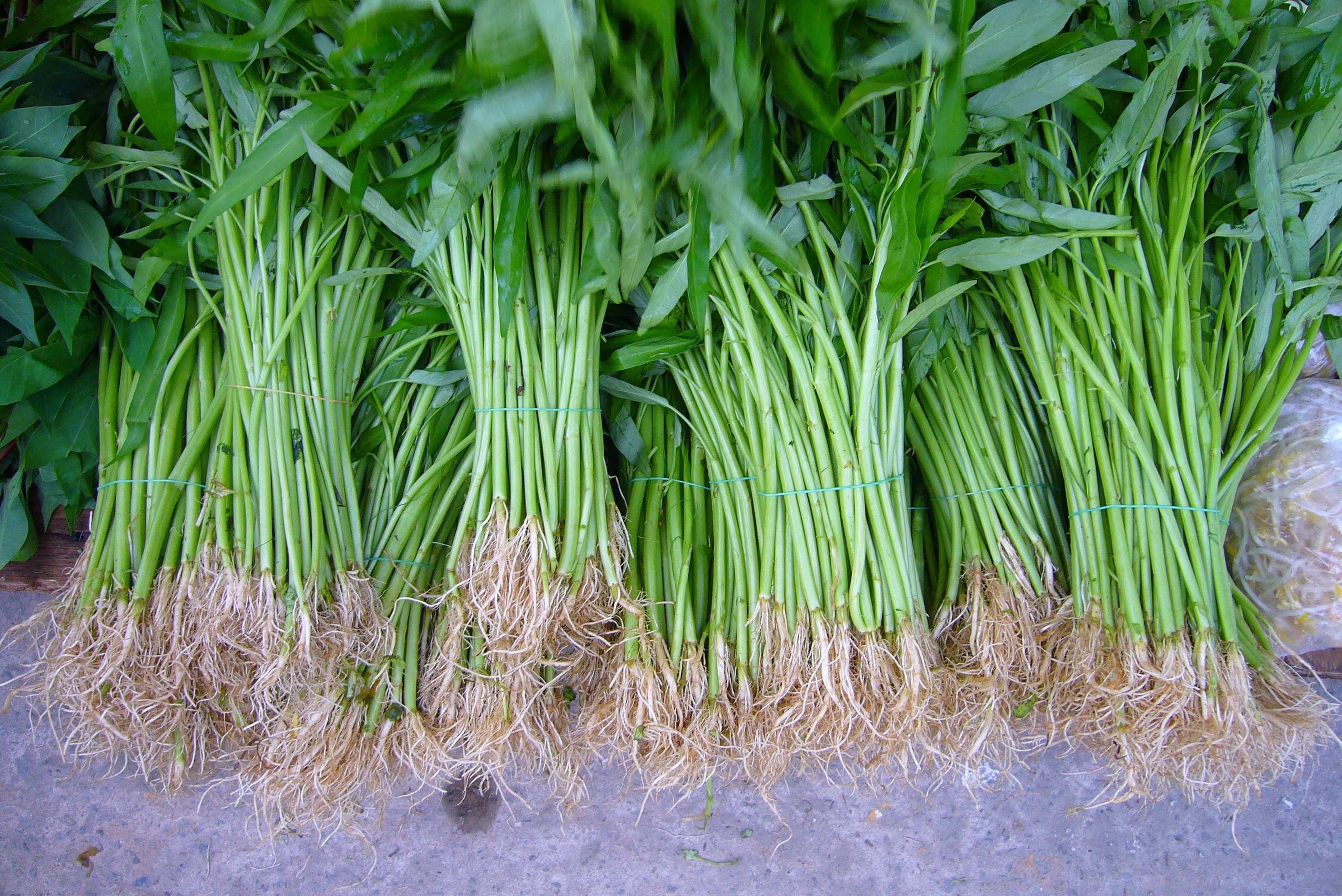
Povijnice vodní (Ipomoea aquatica) – asijská zelenina
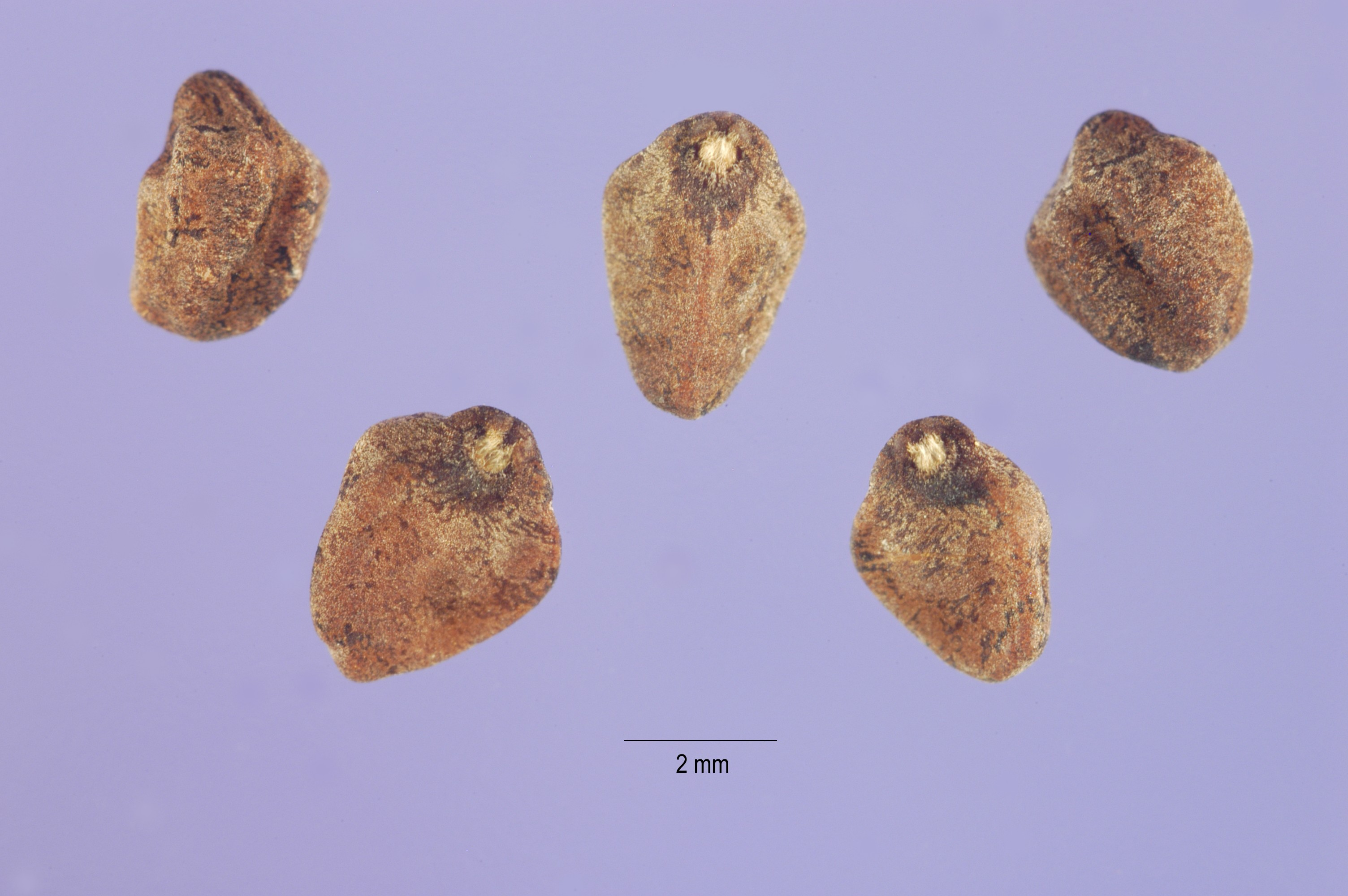
Semena halucinogenní povijnice fialové (Ipomoea violacea)
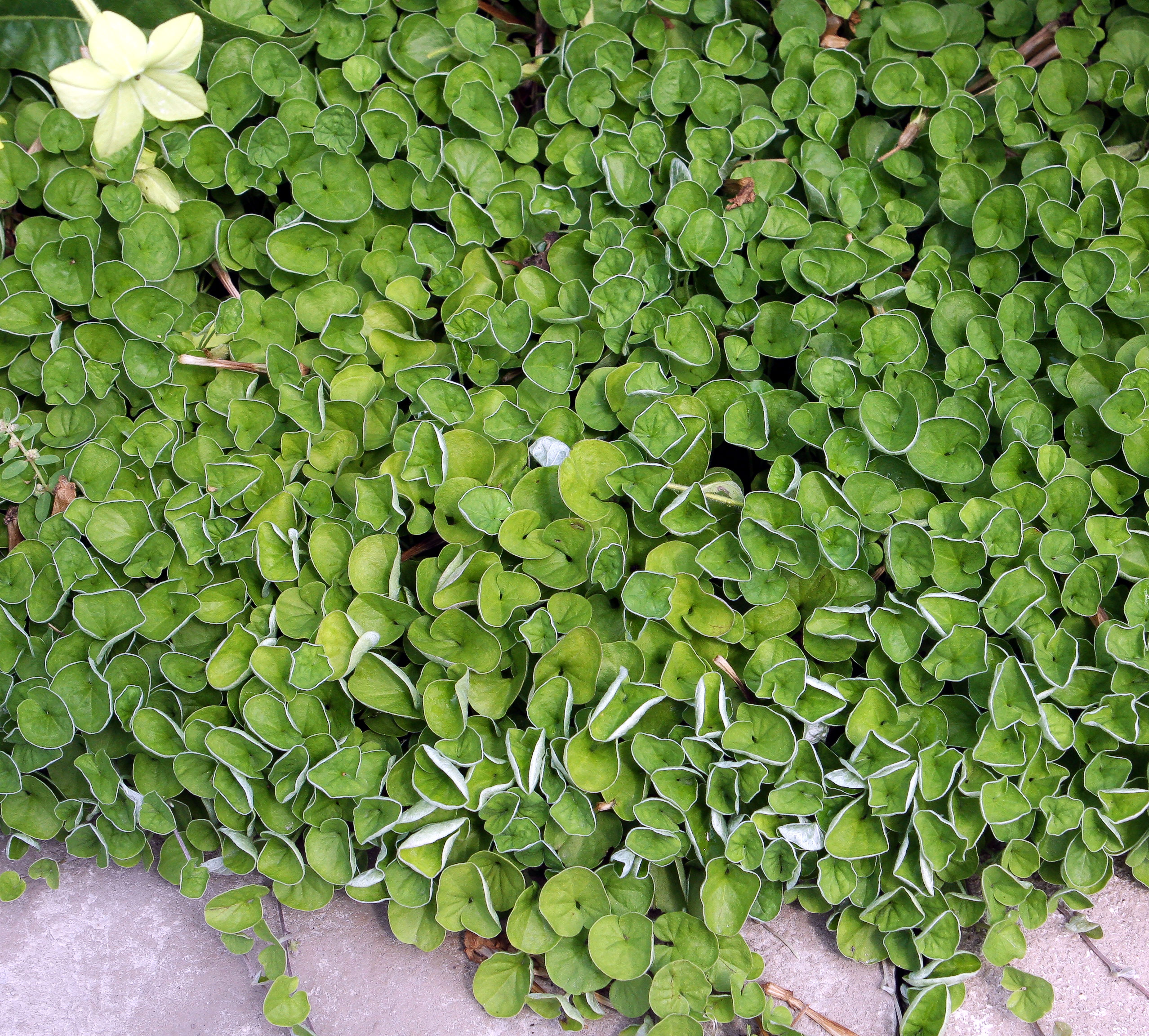
Půdopokryvná bylina Dichondra micrantha

## Přehled rodů
Aniseia,
Argyreia,
Astripomoea,
Blinkworthia,
Bonamia,
Calycobolus,
Calystegia,
Camonea,
Cardiochlamys,
Cladostigma,
Convolvulus,
Cordisepalum,
Cressa,
Cuscuta,
Daustinia,
Decalobanthus,
Dichondra,
Dicranostyles,
Dinetus,
Dipteropeltis,
Distimake,
Duperreya,
Erycibe,
Evolvulus,
Falkia,
Hewittia,
Hildebrandtia,
Humbertia,
Hyalocystis,
Ipomoea (včetně Turbina)
Itzaea,
Jacquemontia,
Keraunea,
Lepistemon,
Lepistemonopsis,
Lysiostyles,
Maripa,
Merremia,
Metaporana,
Nephrophyllum,
Neuropeltis,
Neuropeltopsis,
Odonellia,
Operculina,
Paralepistemon,
Petrogenia,
Polymeria,
Porana,
Poranopsis,
Rapona,
Remirema,
Rivea,
Seddera,
Stictocardia,
Stylisma,
Tetralocularia,
Tridynamia,
Wilsonia,
Xenostegia